# وان تیلور (هنرپیشه)
وان تیلور (انگلیسی: Vaughn Taylor; ۲۲ فوریهٔ ۱۹۱۰ – ۲۶ آوریل ۱۹۸۳) هنرپیشه اهل ایالات متحده آمریکا بود. از فیلم‌هایی که وی در آن نقش داشته‌است، می‌توان به روانی، راک در زندان، ساعات دلاوری، گربه روی شیروانی داغ، سرود کیبل هوگ، ممکن بود آن شب باشد و ردیف متهمان اشاره کرد.